# San Pedro (Hiszpania)
San Pedro – gmina w Hiszpanii, w prowincji Albacete, w Kastylii-La Mancha, o powierzchni 83,12 km². W 2011 roku gmina liczyła 1287 mieszkańców.